# ストロベリー・ショートケーキ
ストロベリー・ショートケーキ (Strawberry Shortcake)は、アメリカン・グリーティングスが発行しているグリーティングカードのキャラクター。このキャラクターは人形、ポスター、テレビスペシャル、テレビアニメ、映画にもなっている。この作品の著作権はNelvana Limitedとブランド管理会社アイコニックス・ブランド・グループが、ショートケーキ・IP・ホールディングスを通じて所有している。

## 詳細
ストロベリー・ショートケーキは、ストロベリーランドの女の子。このキャラクターは、フリーランス・アーティストのバルビ・サージェントが生み出した。1973年にローレル・バレンタインデーのグリーティングカードに初登場。この頃のストロベリー・ショートケーキは、苺と花が付いた茶色の帽子をしている茶髪の女の子で、デイジー（花）を持っていた。アメリカン・グリーティングスのアートディレクターであるレックス・コナーズは、このカードが大人気であることを認識しており、このキャラクターはイチゴをモチーフにしたものだと判断した。彼はバルビに消費者の試用を条件として「イチゴみたいな可愛らしい衣装で4枚のグリーティング・カードを作っては頂けないでしょうか？」と頼み、サージェントは1977年7月初旬に仕事を終わらせ、ストロベリー・ショートケーキを描いた4枚のフルカラーのグリーティング・カードをアメリカン・グリーティングスに送った。これにより、ストロベリーショートケーキの新デザインで市民から好評を博した。1979年、玩具メーカーのケナー・プロダクツがキャラクターのライセンスを取得し、ストロベリー・ショートケーキのフィギュアを発売。
1980年代、ストロベリー・ショートケーキが全米の女の子に大流行。これにより、ステッカー、洋服、ベッド、テレビゲーム（Atari 2600以降）、テレビスペシャルを作った。その後は人気が無くなり、ケナーは玩具を新しい人形・おもちゃを製造することは無かった。
日本では2016年2月よりソニー・クリエイティブ・プロダクツが日本国内のライセンスエージェント権を獲得している。

## テレビスペシャル
いずれも日本では放送されていないが、1作目と3作目は東映アニメーションも関与したことがある。
| タイトル                                         | 放送日 アメリカ合衆国                                                         |
| ------------------------------------------------ | ----------------------------------------------------------------------------- |
| The World of Strawberry Shortcake                | 1980年3月28日                                                                 |
| Strawberry Shortcake in Big Apple City           | 1981年4月10日                                                                 |
| Strawberry Shortcake: Pets on Parade             | 1982年4月9日                                                                  |
| Strawberry Shortcake: Housewarming Surprise      | 1983年3月31日（ニューヨーク市） 1983年4月1日（カリフォルニア州ロサンゼルス）  |
| Strawberry Shortcake and the Baby Without a Name | 1984年3月24日（ニューヨーク市） 1984年3月30日（カリフォルニア州ロサンゼルス） |
| Strawberry Shortcake Meets the Berrykins         | 1985年3月29日                                                                 |

## アニメ作品
- Strawberry Shortcake（英語版）

アメリカ合衆国で2003年3月11日から2008年9月11日まで放送されたテレビアニメ、DIC制作。日本未放送。
- ストロベリー・ショートケーキ: ベリー・ビティで大冒険（英語版）

アメリカ合衆国で2010年10月10日から2015年9月12日まで放送されたテレビアニメ、コンピューターグラフィックスで表現されている。日本では2015年にNetflixで配信されていたことがある。
| キャラクター                 | 担当声優                                                                        | 日本語吹き替え |
| ---------------------------- | ------------------------------------------------------------------------------- | -------------- |
| ストロベリー・ショートケーキ | アンナ・カマー（会話パート） トレイシー・ムーア（歌唱パート）                   | 藤田茜         |
| オレンジ・ブロッサム         | ジャニス・ジョード                                                              | 大地葉         |
| レモン・メレンゲ             | アンドリア・リブマン                                                            | 齋藤小浪       |
| ブルーベリー・マフィン       | ブリット・マキリップ                                                            | Lynn           |
| ラズベリー・トルテ           | イングリッド・ニルソン                                                          | ?              |
| プラム・プディング           | アシュレイ・ボール                                                              | 廣田悠美       |
| チェリージャム               | シャノン・チャン・ケント（会話パート） ヴィクトリア・ダフィールド（歌唱パート） | 堀井千砂       |

- Strawberry Shortcake: Web Series

2018年5月にYouTubeのWildBrainで配信されたアメリカ合衆国のWebアニメ、日本未配信。
- Strawberry Shortcake: Berry in the Big City

2021年9月18日からYouTubeで配信されているアメリカ合衆国のWebアニメ、2022年にNetflixで配信されていたことがある。日本版は無し。
- ストロベリー・ショートケーキとベリー 沼の怪物

アメリカでは2023年10月2日にNetflixで配信、日本でも配信されている。
| キャラクター                 | 担当声優                     | 日本語吹き替え              |
| ---------------------------- | ---------------------------- | --------------------------- |
| ストロベリー・ショートケーキ | アナ・サニ                   | 森千晃                      |
| ブルーベリー・マフィン       | ダイアナ・カアリーナ         | 濱口綾乃                    |
| オレンジ・ブロッサム         | バイーア・ワトソン           | 大平あひる                  |
| ハックルベリー・パイ         | ヴィンセント・トン           | バトリ勝悟                  |
| レモン・メレンゲ             | アンドレア・リブマン         | 桃江トウコ                  |
| ライム・シフォン             | マルガリータ・バルデラマ     | 神戸光歩                    |
| ブレッド・プディング         | チラグ・ナヤク               | 霧生晃司                    |
| ラズベリー・タルト           | タバサ・セント・ジャーメイン | 愛ともえ                    |
| サワー・グレープ             | タバサ・セント・ジャーメイン | 杏寺円花                    |
| パープル・パイマン           | イアン・ハンリン             | 藤田将利                    |
| パンプキン・スパイス         | ケリー・オグムソン           | 村井理沙子                  |
| キャンディ・コーン           |                              | 三日尻望                    |
| クラスティ・マフィン         |                              | 東和良                      |
| ジョニーケーキ・コブラー     | イアン・ハンリン             | 江藤要介                    |
| 日本語版スタッフ             |                              |                             |
| スタジオ                     |                              | JVCケンウッド・ビデオテック |
| Songs Adaptation             |                              | 飯野木花                    |
| 翻訳                         |                              | 高井清子                    |
| ディレクター                 |                              | 飯野木花                    |
| 歌唱ディレクター             |                              | 飯野木花                    |
| 録音                         |                              | 栗脇安奈                    |

- ストロベリー・ショートケーキの 完璧な祝日

アメリカでは2023年11月1日にNetflixで配信、日本でも配信されている。
| キャラクター                      | 担当声優                     | 日本語吹き替え              |
| --------------------------------- | ---------------------------- | --------------------------- |
| ストロベリー・ショートケーキ      | アナ・サニ                   | 森千晃                      |
| ラズベリー・タルト                | タバサ・セント・ジャーメイン | 愛ともえ                    |
| オレンジ・ブロッサム              | バイーア・ワトソン           | 大平あひる                  |
| レモン・メレンゲ                  | アンドレア・リブマン         | 桃江トウコ                  |
| ブルーベリー・マフィン            | ダイアナ・カアリーナ         | 濱口綾乃                    |
| ライム・シフォン                  | マルガリータ・バルデラマ     | 神戸光歩                    |
| ハックルベリー・パイ              | ヴィンセント・トン           | バトリ勝悟                  |
| ブレッド・プディング              | チラグ・ナヤク               | 霧生晃司                    |
| パンプキン・スパイス              | ケリー・オグムンドソン       | 村井理沙子                  |
| サワー・グレープ                  | タバサ・セント・ジャーメイン | 杏寺円花                    |
| プラム・プディング                | ベサニー・ブラウン           | 田中有紀                    |
| パープル・パイマン                | イアン・ハンリン             | 藤田将利                    |
| ジョニーケーキ・コブラー          | イアン・ハンリン             | 江藤要介                    |
| クッキー売り / シナモン・スワール | ラーラ・サディク             | 堀越真己                    |
| プラリネおばさん                  | アナ・サニ                   | 川上彩                      |
| 日本語版制作スタッフ              |                              |                             |
| スタジオ                          |                              | JVCケンウッド・ビデオテック |
| Songs Adaptation                  |                              | 飯野木花                    |
| 翻訳                              |                              | 高井清子                    |
| ディレクター                      |                              | 飯野木花                    |
| 歌唱ディレクター                  |                              | 飯野木花                    |
| 録音                              |                              | 栗脇安奈                    |

- ストロベリー・ショートケーキの春の大挑戦（Strawberry Shortcake's Spring Spectacular）

アメリカで2024年4月1日からNetflixで配信、日本でも配信されている。
| キャラクター                 | 担当声優                     | 日本語吹き替え              |
| ---------------------------- | ---------------------------- | --------------------------- |
| ストロベリー・ショートケーキ | アナ・サニ                   | 森千晃                      |
| ブルーベリー・マフィン       | ダイアナ・カアリーナ         | 濱口綾乃                    |
| オレンジ・ブロッサム         | バイーア・ワトソン           | 大平あひる                  |
| ハックルベリー・パイ         | ヴィンセント・トン           | バトリ勝悟                  |
| レモン・メレンゲ             | アンドレア・リブマン         | 桃江トウコ                  |
| ブレッド・プディング         | チラグ・ナヤク               | 霧生晃司                    |
| パンプキン・スパイス         | ケリー・オグムンドソン       | 村井理沙子                  |
| サワー・グレープ             | メグ・ロー                   | 杏寺円花                    |
| ライム・シフォン             | マルガリータ・バルデラマ     | 神戸光歩                    |
| プラム・プディング           | ベサニー・ブラウン           | 田中有紀                    |
| ラズベリー・タルト           | タバサ・セント・ジャーメイン | 愛ともえ                    |
| パープル・パイマン           | イアン・ハンリン             | 藤田将利                    |
| プラリネおばさん             |                              | 川上彩                      |
| 男性                         |                              | 谷口悠                      |
| 日本語版制作スタッフ         |                              |                             |
| スタジオ                     |                              | JVCケンウッド・ビデオテック |
| Songs Adaptation             |                              | 飯野木花                    |
| 翻訳                         |                              | 須賀知子                    |
| ディレクター                 |                              | 飯野木花                    |
| 歌唱ディレクター             |                              | 飯野木花                    |
| 録音                         |                              | 栗脇安奈                    |

- ストロベリー・ショートケーキの夏のバケーション

アメリカと日本で2024年5月31日からネットフリックスで配信されている。
| キャラクター                 | 担当声優       | 日本語吹き替え              |
| ---------------------------- | -------------- | --------------------------- |
| ストロベリー・ショートケーキ | アーナ・サーニ | 森千晃                      |
| ストロベリー・コブラー       |                | 高乃麗                      |
| パイナップル・コプラー       |                | 野津山幸宏                  |
| プラリネおばさん             |                | 川上彩                      |
| オレンジ・ブロッサム         |                | 大平あひる                  |
| アップル・ダンプリング       |                | おまたかな                  |
| レモン・メレンゲ             |                | 桃江トウコ                  |
| ブルーベリー・マフィン       |                | 濱口綾乃                    |
| ライム・シフォン             |                | 神戸光歩                    |
| ポイセンベリー・ムース       |                | 谷口悠                      |
| パセリ                       |                | 川上彩                      |
| 日本語版スタッフ             |                |                             |
| スタジオ                     |                | JVCケンウッド・ビデオテック |
| Songs Adaptation             |                | 飯野木花                    |
| 翻訳                         |                | 須賀知子                    |
| ディレクター                 |                | 飯野木花                    |
| 歌唱ディレクター             |                | 飯野木花                    |
| 録音                         |                | 栗脇安奈                    |

## 長編映画
- Strawberry Shortcake: The Sweet Dreams Movie（英語版）

アメリカ合衆国で2016年2月に劇場公開されたアニメ映画。日本未公開。

## ゲーム
※いずれも日本未発売。
- Strawberry Shortcake: Musical Match-Ups 開発元 - パーカー・ブラザース

1983年に発売されたAtari 2600向けのテレビゲーム。
- Strawberry Shortcake: Amazing Cookie Party 開発元 - ザ・リーニング・カンパニー

2003年に発売されたMicrosoft Windows/Classic Mac OS向けのゲーム。
- Strawberry Shortcake: Berry Best Friends 開発元 - ザ・ゲーム・ファクトリー

2004年に発売されたMicrosoft Windows/Mac OS Classic/Mac OS X（Snow Leopardのみ）向けのゲーム。
- Strawberry Shortcake: Summertime Adventure 開発元 - マジェスコ・エンターテインメント

2004年に発売されたゲームボーイアドバンス向けのテレビゲーム。
- Strawberry Shortcake: Ice Cream Island Riding Camp 開発元 - ザ・ゲーム・ファクトリー

2005年に発売されたゲームボーイアドバンス向けのテレビゲーム。
- Strawberry Shortcake: Sweet Dreams 開発元 - マジェスコ・エンターテインメント

2006年に発売されたゲームボーイアドバンス向けのテレビゲーム。
- Strawberry Shortcake: Strawberryland Games 開発元 - ザ・ゲーム・ファクトリー

2006年に発売されたニンテンドーDS向けのテレビゲーム。
- Strawberry Shortcake: The Four Seasons Cake 開発元 - ザ・ゲーム・ファクトリー

2007年に発売されたニンテンドーDS向けのテレビゲーム。
- Strawberry Shortcake: The Sweet Dreams Game 開発元 - ザ・ゲーム・ファクトリー

2006年に発売されたPlayStation 2/Microsoft Windows向けのテレビゲーム。
- Dance Dance Revolution: Strawberry Shortcake 開発元 - コナミ、マジェスコ・エンターテインメント

2006年に発売されたプラグアンドプレイ向けのゲーム。
- Strawberry Shortcake 開発元 - ゾーズ・キャラクターズ・フロム・クリーブランド/ソーマ・クリエイツ

2010年に配信されたiOS向けのゲーム。